# Крайна (община Мадан)
Крайна (болг. Крайна) — село в Болгарии. Находится в Смолянской области, входит в общину Мадан. Население составляет 76 человек.

## Политическая ситуация
Крайна подчиняется непосредственно общине и не имеет своего кмета.
Кмет (мэр) общины Мадан — Атанас Александров Иванов (Болгарская социалистическая партия (БСП))по результатам выборов в правление общины.